# Łąki (Kadłub Wolny)
Łąki – przysiółek wsi Kadłub Wolny w Polsce, położony w województwie opolskim, w powiecie oleskim, w gminie Zębowice.
W latach 1975–1998 przysiółek administracyjnie należał do ówczesnego województwa opolskiego.

## Przypisy

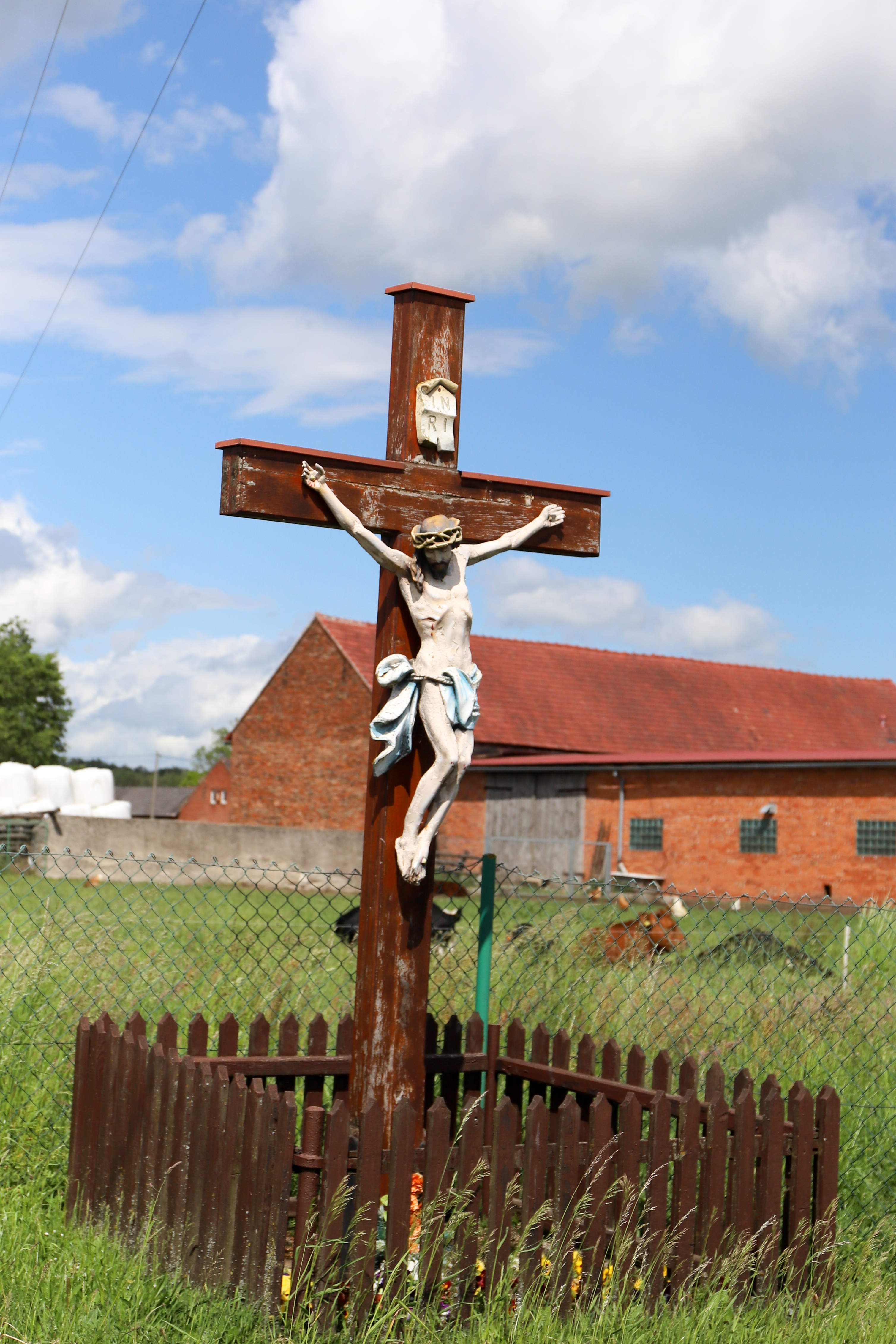
Krzyż przydrożny